# Osasio
Osasio – miejscowość i gmina we Włoszech, w regionie Piemont, w prowincji Turyn.
Według danych na rok 2004 gminę zamieszkiwały 723 osoby, 180,8 os./km².